# Ullrich Kuhirt
Ullrich Kuhirt (auch Ulrich; * 25. Mai 1925 in Werchau; † 21. November 1983 in Ost-Berlin) war ein deutscher Kunsthistoriker.

## Leben und Leistungen
Kuhirt besuchte ab 1950 das Lehrerseminar in Brandenburg zur Ausbildung als Russisch-Lehrer, danach unterrichtete er ein Jahr als Lehrer für Russisch und Gegenwartskunde an der Oberschule in Calau. Er trat 1951 in die SED ein. Ab 1951 studierte er an der Fakultät für Journalistik an der Karl-Marx-Universität Leipzig. 1961 wurde er Leiter der Fachrichtung Bildende Kunst des Lehrstuhls für Theorie und Geschichte der Kunst und Literatur der Akademie für Gesellschaftswissenschaften beim ZK der SED. Er wurde 1962 promoviert.
Kuhirt war Mitglied des Zentralvorstands des Verbandes Bildender Künstler der DDR. Von 1965 bis 1977 war er Präsident der Association Internationale des Critiques d’ Art (AICAI, Internationaler Kunstkritikerverband), nachdem die DDR 1965 in diesen aufgenommen worden war.

## Auszeichnungen
- 1971: Vaterländischer Verdienstorden
- 1982: Hans-Grundig-Medaille

## Schriften (Auswahl)
- Entwicklungswege der fortschrittlichen deutschen Kunst in der Periode von 1924 bis 1933 und die Hilfe der Kunstkritik im Zentralorgan der KPD bei der Herausbildung einer proletarisch-revolutionären realistischen Kunst. Berlin 1962, OCLC 917851226.
- Sarjan. Leipzig 1967, OCLC 74144208.
- Bildkunst und Baukunst. Zum Problem der Synthese von Kunst und Architektur in der DDR. Dietz, Berlin 1970, OCLC 73638916[2]
- Willi Neubert. Dresden 1973, OCLC 248848634.
- mit Erika Neumann: Kunst und Architektur. Baugebundene Kunst in der DDR. Leipzig 1974, OCLC 299790119.
- Die deutsch-sowjetische Freundschaft im Schaffen der DDR-Künstler. Leipzig 1974, OCLC 74221165.
- Alexander A. Deineka. Dresden 1974, OCLC 74191574.
- (als Hrsg.): Geschichte der deutschen Kunst.
  - Band 1: Kunst der DDR 1945–1959 Seemann, Leipzig 1982, OCLC 1280395535.
  - Band 2: Kunst der DDR 1960–1980 Seemann, Leipzig 1983, OCLC 923209311.
- in Zusammenarbeit mit dem Zentralvorstand der Gesellschaft für Deutsch-Sowjetische Freundschaft, Berlin: Im Freundesland. Menschen und Land der Sowjetunion im Schaffen von Künstlern der DDR (= Seemann Kunstmappe). E. A. Seemann, Leipzig 1983.